# Andrea da Grosseto
Andrea da Grosseto, född under 1200-talets första hälft i Grosseto, var en italiensk författare och översättare. Han översatte de moraliska avhandlingarna av Albertano da Brescia från latin till italienska, år 1268 i Paris. Anses vara den första författare som skrev på italienska.

## Verkförteckning
- Della consolazione e dei consigli (Liber Consolationis et Consilii).
- Dottrina del tacere e del parlare (Liber Doctrina Dicendi et Tacendi).
- Dell'amore e della dilezione di Dio e del prossimo e delle altre cose (Liber de Amore et Dilectione Dei et Proximi et Aliarum Rerum et de Forma Vitae).